# 243 km (obwód włodzimierski)
243 km (ros. 243 км) – przystanek kolejowy w pobliżu miejscowości Nowki, w rejonie kamieszkowskim, w obwodzie włodzimierskim, w Rosji. Położony jest na nowym szlaku Kolei Transsyberyjskiej.